# Габеленц, Ханс Георг фон дер
Ханс Георг Конон фон дер Га́беленц (нем. Hans Georg Conon von der Gabelentz; 16 марта 1840, Пошвиц — 11 декабря 1893, Берлин) — филолог-востоковед, лингвист (синтаксист и типолог), один из выдающихся лингвистов XIX века. С 1878 г. профессор восточных азиатских языков в Лейпцигском университете. Почётный член Венгерской академии наук (1893).

## Биография
Сын Ханса Конона фон дер Габеленца. Поощряемый своим отцом, он рано начал заниматься изучением восточно-африканских и малайско-полинезских языков, равно как китайского языка, потом обратился к изучению языков маньчжурского и японского и, кроме двух статей о сравнительном синтаксисе, помещенных в «Zeitschrift für Volkerpsychologie» (1869, 1874) Лацаруса и Штейнталя, издал перевод, с комментариями, китайского метафизического сочинения «Thai-kih-thu» (Дрезден, 1876) и рассуждение об истории и задачах китайской грамматики («Zeitschrift der Deutschen Morgenländischen Gesellschaft», 1878). Его главным и замечательным научным трудом является «Chinesische Grammatik» (Лейпциг, 1881); она напечатана также в виде сокращенного учебника, под заглавием «Anfangsgründe der chinesischen Grammatik» (Лейпциг, 1883). Вместе с А. Б. Мейером он издавал «Beiträge zur Kenntniss der melanesischen u. s. w. Sprachen» («Abhandlungen der Sächsischen Gesellschaft der Wissenschaften», 1882).
Автор наиболее фундаментального в XIX веке компендиума по общему языкознанию "Die Sprachwissenschaft: Ihre Aufgaben, Methoden Und Bisherigen Ergebnisse" (1891), 2-е изд. (после кончины автора) вышло в 1901.

## Память
С 2009 года Ассоциация лингвистической типологии вручает премию имени Георга фон дер Габеленца за вклад в документацию языкового разнообразия посредством написания грамматики.